# Baby's Coming Back/Transylvania
"Baby's Coming Back"/"Transylvania" é um duplo a-side e décimo segundo single da banda McFly, lançado no dia 7 de Maio de 2007 pela Island Records. "Baby's Coming Back" é um cover da banda Jellyfish, enquanto "Transylvania" foi escrita por Dougie Poynter e co-escrita por Tom Fletcher. 
O single alcançou a #1 na UK Singles Chart, do Reino Unido.

## Faixas e Formatos
- UK CD Single

1. "Baby's Coming Back" - 2:52
2. "Transylvania" - 4:07
3. "Fight For Your Right" (ao vivo da The Motion In The Ocean Tour) - 3:28

- UK DVD Single

1. "Baby's Coming Back"
2. "Transylvania"
3. "Transylvania" (Video)
4. Opening Night of "Up Close & Personal Tour"
5. Studio Tour

## Performance nas paradas musicais
| Chart                           | Posição |
| ------------------------------- | ------- |
| UK Singles Chart                | 1       |
| UK Download Chart               | 3       |
| Irish Singles Chart             | 16      |
| Euro 200 Singles Chart          | 22      |
| U.S. Billboard European Hot 100 | 8       |